# Uili Kolo'ofai
Uili Kolo'ofai (Auckland, 29 settembre 1982) è un rugbista a 15 neozelandese, attivo nel ruolo di seconda linea e 8 volte internazionale per Tonga.

## Biografia
Kolo'ofai nasce in Nuova Zelanda da genitori di origini tongane; dal 2004 al 2008 veste la maglia della provincia rugbistica di Otago nel campionato interprovinciale neozelandese. Nel 2009-10 disputa la Top League giapponese con i Cola-Cola Red Sparks, subendo la retrocessione a fine stagione.
Nel 2010 approda in Italia disputando una stagione con la maglia dei Crociati e una con quella de I Cavalieri; qui esordisce a livello europeo in European Challenge Cup, giocando la stagione 2010-11 e quella 2011-12. Poi un biennio in Francia, in Pro D2, sponda Colomiers, prima di trasferirsi in Inghilterra ai Newcastle per disputare la prestigiosa English Premiership. Sfortunatamente, colleziona soltanto una presenza con la maglia del club di Newcastle upon Tyne e la stagione successiva viene mandato in prestito al Jersey Reds, squadra di seconda divisione. 
Dopo altre due stagioni al Jersey, nel 2018 viene nuovamente ingaggiato in Italia dal Pesaro, per disputare il campionato nazionale di serie A.

### Carriera internazionale
Il 9 novembre 2013 esordisce con la maglia della Nazionale tongana contro la Romania, durante i test match autunnali. Nel 2015 e nel 2016 disputa la World Rugby Pacific Nations Cup, venendo convocato dal C.T. della Nazionale nel gruppo dei 31 giocatori per disputare la Coppa del Mondo 2015 in Inghilterra, senza tuttavia scendere in campo.